# Teo Macero
Teo Macero (Glens Falls, 30 oktober 1925 – Riverhead, 19 februari 2008) was een Amerikaans jazz-saxofonist, componist en platenproducer.
Macero produceerde drie van de bestverkochte en invloedrijkste jazzalbums, Kind of Blue en Bitches Brew van Miles Davis en Time Out van Dave Brubeck. Dat deze albums met hun innovatieve karakter zo goed verkochten, was helemaal opmerkelijk in deze periode waarin jazz allang niet meer zo populair was. Naast het spel van Davis en Brubeck speelde de productie van Macero daarbij een belangrijke rol. Met zijn tape-editing wist hij materiaal tot nieuwe composities te maken. 
Nadat Macero in de United States Navy had gediend, verhuisde hij in 1948 naar New York, waar hij in 1953 zijn studie compositie aan de vermaarde Juilliard School voltooide. Hij speelde midden jaren 1950 in de Jazz Workshop van bassist Charles Mingus, met wie hij als saxofonist ook enkele platen opnam.
Vanaf 1957 werkte hij als producer bij Columbia Records met onder anderen Duke Ellington, Ella Fitzgerald, Thelonious Monk, Count Basie, Dave Brubeck, Tony Bennett, Charlie Byrd, Simon & Garfunkel en Stan Getz.
In het midden van de jaren 1960 was hij een centrale figuur in de elektrische periode van Miles Davis. Davis en zijn band namen tijdens improvisaties en jams voor albums zoals Bitches Brew en In a Silent Way veel materiaal op, waarna Macero dat materiaal in fragmenten knipte en aaneen plakte tot nieuwe stukken muziek.
Buiten zijn bestaan als producer was Macero componist van vooral atonale jazz en klassieke stukken. Macero was ook als dirigent verbonden aan het New York Philharmonic en het London Philharmonic Orchestra.